# پاکو لئون
پاکو لئون (انگلیسی: Paco León؛ زادهٔ ۴ اکتبر ۱۹۷۴) بازیگر و کارگردان فیلم اهل اسپانیا است.
از فیلم‌ها یا برنامه‌های تلویزیونی که وی در آن نقش داشته‌است، می‌توان به کیکی، عشق‌بازی، کویینز، سنگینی طاقت‌فرسای و سه عروسی دیگر اشاره کرد.

## زندگی شخصی
او یک فرزند دختر با آنا رودریگز دارد. لئون آشکارا دوجنس‌گرا است. او زمانی که گفت اگر حساب توئیتریش یک میلیون دنبال‌کننده بگیرد، عکسی برهنه از خود پخش می‌کند مورد توجه رسانه‌ها قرار گرفت. او به قولش در اکتبر ۲۰۱۳ عمل کرد.